# Mierzyno
Mierzyno (kaszb. Miérzëno lub też Mierzëno, niem. Mersin) – wieś kaszubska w Polsce położona w województwie pomorskim, w powiecie wejherowskim, w gminie Gniewino.
W latach 1975–1998 miejscowość administracyjnie należała do województwa gdańskiego.